# Pedro Abarca
Pour les articles homonymes, voir Abarca.
Pedro Abarca, jésuite espagnol auteur d'une biographie des rois d'Aragon en espagnol.
Né à Jaca en 1619 et mort en 1697,,. Devenu jésuite à l'âge 22 ans, il a publié des traités de théologie et en histoire. Il a occupé les positions de maestro de gremia et de catedrático de teología à l'Université de Salamanque.

## Ouvrages de Pedro Abarca
- (es) Pedro Abarca, Los Reyes de Aragon en anales historicos : distribuidos en dos partes..., en la Imprenta Imperial, 1682 (lire en ligne)